# Halkyn

Halkyn (idioma galés: Helygain) es una población galesa en el noreste del condado de Flintshire. Está a 260 kilómetros de la capital Cardiff. 
La población de la parroquia de Halkyn es de 2879 personas, según el censo de 2011.

## Historia
Halkyn es un antiguo pueblo conocido ya por los antiguos romanos que lo utilizaban para la extracción del plomo. Su nombre se encuentra en el Libro Domesday de 1086.
En su territorio hay un casa de correos, una iglesia, una biblioteca y dos cafeterías.

## Personajes célebres
- John Ingleby (1749-1808), pintor y miniaturista